# Thomas Rauch
Thomas Rauch (...) è un ex giocatore di football americano tedesco, che ha giocato come kicker.
Dopo aver giocato per i Franken Knights si trasferisce nel 2005 agli Schwäbisch Hall Unicorns, nei quali militerà fino al 2017.

## Palmarès
- 1 World Games (2005)
- 1 Europeo (2014)
- 3 German Bowl (Schwäbisch Hall Unicorns: 2012, 2013, 2017)